# Karl-Heinz Marsell
Karl-Heinz Marsell (Dortmund, 1 de agosto de 1936-Dortmund, 23 de septiembre de 1996) fue un deportista alemán que compitió para la RFA en ciclismo en las modalidades de pista, especialista en la prueba de medio fondo, y ruta.
Ganó dos medallas en el Campeonato Mundial de Ciclismo en Pista, oro en 1961 y bronce en 1964.

## Medallero internacional
| Campeonato Mundial | Campeonato Mundial | Campeonato Mundial | Campeonato Mundial |
| Año                | Lugar              | Medalla            | Competición        |
| ------------------ | ------------------ | ------------------ | ------------------ |
| 1961               | Zúrich (Suiza)     | Medalla de oro     | Medio fondo (P)    |
| 1964               | París (Francia)    | Medalla de bronce  | Medio fondo (P)    |